# كلب الظباء

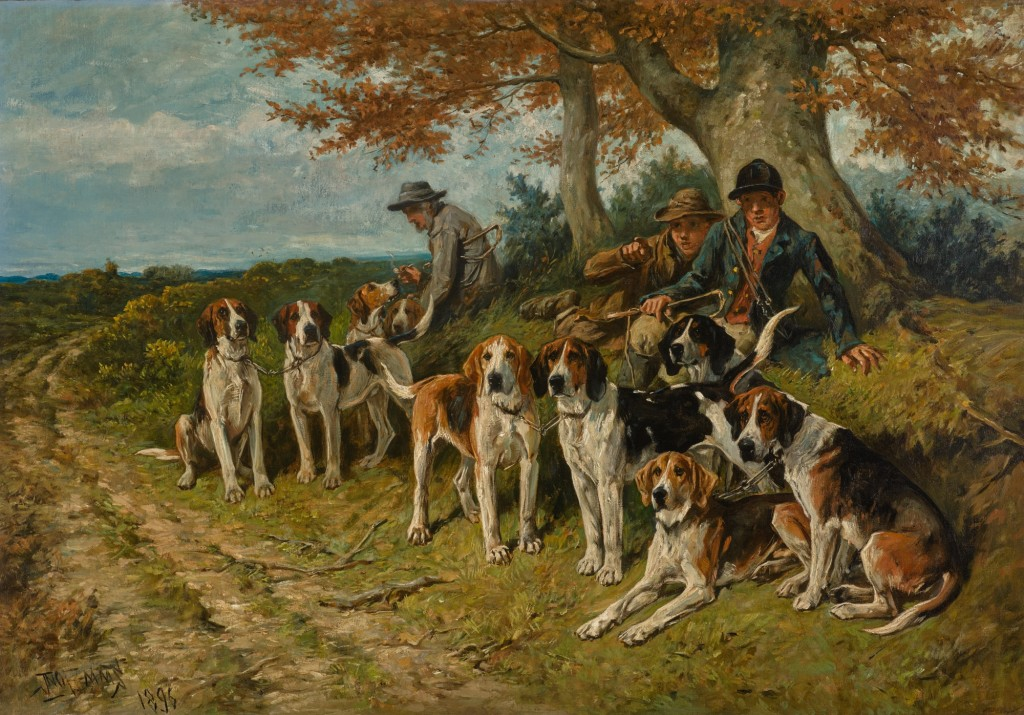

كلب الظباء أو بَكْهُند سلالة من كلاب الصيد من إنكلترة المنقرضة. استخدامت لاصطياد الدامة في مجموعات.